# Parafia Matki Bożej Częstochowskiej w Józefowie
Parafia rzymskokatolicka Matki Boskiej Częstochowskiej w Józefowie – parafia rzymskokatolicka należąca do dekanatu Otwock-Kresy diecezji warszawsko-praskiej, metropolii warszawskiej. Powstała 1 listopada 1919.
Kościół został zbudowany w latach 1902–1905, w stylu gotyku nadwiślańskiego według projektu architekta Jana Białego. Mieści się przy ulicy Piotra Skargi.
Zasięg parafii obejmuje część Józefowa.
Jest jedną z kilku parafii diecezji warszawsko-praskiej, w której regularnie, 3 razy w tygodniu (z wyjątkiem wakacji i ferii zimowych) odprawiana jest msza nadzwyczajnej formie rytu rzymskiego.

## Wspólnoty i ruchy
- Dziewczęca Służba Maryjna
- Ministranci
- Lektorzy
- Ruch Światło-Życie
- Kółka żywego różańca
- Kościelna Służba Porządkowa Totus tuus
- Grupa charytatywna
- Grupa AA
- Grupa Modlitewna Dorosłych